# Maiden Island (Saint Mary)
Maiden  Island (auch: Maiden Islet) ist eine winzige Insel im Five Islands Harbour vor der Westküste der Karibikinsel Antigua des Staates Antigua und Barbuda.

## Lage und Landschaft
Maiden Island liegt im Zentrum des Five Islands Harbour und bildet den Eingang zu Hansons Bay. Verwaltungsmäßig gehört sie zum Saint Mary Parish.